# فرزاد ذرخش
فرزاد ذرخش (زاده ۱۳۴۵ - اصفهان)، تکواندوکار ایرانی است. در ۱۳۶۷ به عضویت تیم ملی درآمد. نخستین‌بار در مسابقات قهرمانی جهان در سئول (۱۹۸۹) مدال برنز گرفت. او برندهٔ مدال‌های برنز قهرمانی آسیا و اقیانوسیه در تایوان (۱۹۹۰)، طلای قهرمانی آسیا و اقیانوسیه در ملبورن استرالیا (۱۹۹۶) و نقرهٔ قهرمانی آسیا در هیروشیما (۱۹۹۴) است.